# Marty Friedman
Marty Friedman (Washington, 1962. december 8. –) amerikai gitáros, dalszerző. A Cacophony tagjaként vált ismertté, majd 1990-ben lett a Megadeth tagja. Máig a legszélesebb körben elismert Megadeth gitáros. 2003-ban Japánba költözött, de saját TV műsort is vezet odaát Rock Fujiyama címmel.
A digital dream door minden idők 100 legjobb rockgitárosából a 45. helyre sorolta, míg a legjobb metalgitáros kategóriából a 7. helyet kapta, a legjobb metal szólók közül pedig 4. helyezést kapta a Tornado of Souls című Megadeth szám révén.

## Pályafutás
Autodidakta módon tanult meg gitározni. Pályafutását a Deuce és a Hawaii formációkban kezdte, de dolgozott a Vixen (nem azonos a női zenekarral!) soraiban is.
A Cacophony tagjaként lett ismert, ahol Jason Becker volt a másik gitáros. A Cacophony neoklasszikus speed metalja révén a korszak egyik legtechnikásabb gitárosaként könyvelték el. A Cacophony feloszlása után 1990 februárjában  lett a Megadeth tagja, ahol a Rust in Peace albumon debütált. A lemez sikerei révén hamar a világ vezető metalgitárosai között találta magát. A Megadeth soraiban öt lemezt készített, majd 2000-ben kilépett. Az Ultimate-Guitar.com számára 2007-ben adott interjújában kifejtette, hogy a Megadeth nem volt elég "agressziv".
Közös éveik alatt a  zenekar több mint 10 millió lemezt adott el világszerte.
Az utolsó közös koncertre 2000. január 14-én került sor.
2003-ban Japánba költözött, ahol saját TV műsort vezet Rock Fujiyama néven. Emellett ismert japán popzenészekkel dolgozik együtt, és rendszeresen ad ki szólólemezeket is, valamint vendégként is felbukkan különböző stílusú előadók lemezein.

## Stílus, hangszer
Marty Friedman a metal világ egyik legnagyobb hatású gitárosa. A Cacophony-ban Jason Becker partnereként a kor egyik leggyorsabb kezű gitárosaként lett ismert.. A Megadeth tagjaként vált az egyik legnépszerűbb metalgitárossá. Stílusában a neoklasszikus elemek mellett megtalálhatóak a keleti zenék hatásai is. Védjegyének számít, hogy a sweep picking technika használatakor ökölbe szorított kézzel penget, a megszokott "nyújtott tenyér" állás helyett..
Egyéni stílussal rendelkezik, szólói összetettségük ellenére is dallamosak, könnyen értelmezhetőek.
Pályafutása során rengeteg márkájú gitárt kipróbált már. Kezdetben Carvin hangszereken játszott, de nagyban hozzájárult a Jackson gitárok népszerűsítéséhez is. 2000 óta használ Ibanez gitárokat, jelenleg a PRS gitárokat népszerűsíti.
Az utóbbi években ENGL erősítőket használ, lába alatt pedig az alábbi pedálok találhatóak meg:
- Boss GS-10
- Boss GT-6
- Boss GT-8
- MAXON Auto Filter
- Boss DD-5

## Diszkográfia
Hawaii
- Made In Hawaii (EP, 1983)
- One Nation Underground (1983)
- Loud, Wild And Heavy (EP, 1984)
- Natives Are Restless (1985)

Cacophony
- Speed Metal Symphony (1987)
- Go Off! (1988)

Megadeth
- Rust in Peace (1990)
- Countdown to Extinction (1992)
- Youthanasia (1994)
- Cryptic Writings (1997)
- Risk (1999)

Szóló
- Dragon's Kiss (1988)
- Scenes (1992)
- Introduction (1995)
- True Obsessions (1996)
- Music for Speeding (2002)
- Loudspeaker (2006)
- Kick Ass Rock (2006)
- Future Addict (2008)
- Exhibit A: Live in Europe (2007)
- Exhibit B: Live in Japan (2007)
- Tokyo Jukebox (2009)
- Bad D.N.A. (2010)
- Tokyo Jukebox 2 (2011)
- Metal Clone X (2012)
- Inferno (2014)